# 582
Năm 582 là một năm trong lịch Julius.